# Coulmier-le-Sec
Coulmier-le-Sec é uma comuna francesa na região administrativa da Borgonha-Franco-Condado, no departamento de Côte-d'Or. Estende-se por uma área de 31,78 km². Em 2010 a comuna tinha 260 habitantes (densidade: 8,2 hab./km²).